# بکو (ویرجینیای غربی)
بکو (به انگلیسی: Becco) یک منطقهٔ مسکونی در ایالات متحده آمریکا است که در شهرستان لوگان، ویرجینیای غربی واقع شده‌است. بکو ۲۷۰٫۹۷ متر بالاتر از سطح دریا واقع شده‌است.